# Pit Monster
Pit monster, Brazilian pit monster o simplemente monster es una raza de perros brasileña. La raza ya es reconocida por algunos clubes kennel pequeños en Brasil.

## Origen
Su origen es controversa debido principalmente la divergencia de nomenclaturas y conceptos de las razas que componen su base genética. El pit monster es una raza del siglo XXI, desarrollada en Brasil derivada de la unión entre perros de apariencia monstruosa, relacionados o no al Pit Bull, American Bully y perros molosos. Su genética de base es compuesta por linajes de perros pesados que actualmente forman parte de por lo menos otras tres razas distinguidas, a la ejemplo del linaje Camelot y McKenna que forman parte de la raza American Working Red (perros de presa); el linaje Chevy y Elli's que forman parte de la raza Working Pit Bulldog (perros de tracción); y el linaje Razor Edge, que forma parte de la raza American Bully (perros de compañía); Sumadas con pit bulls de linajes brasileñas Thompson, Amichetti y Canchin, y perros sin pedigrí.
El pit monster está fuertemente interligado a la variedad de mayor porte de la raza American Bully. Conceptualmente son bastante próximos, inclusive en el área genética.

## Características

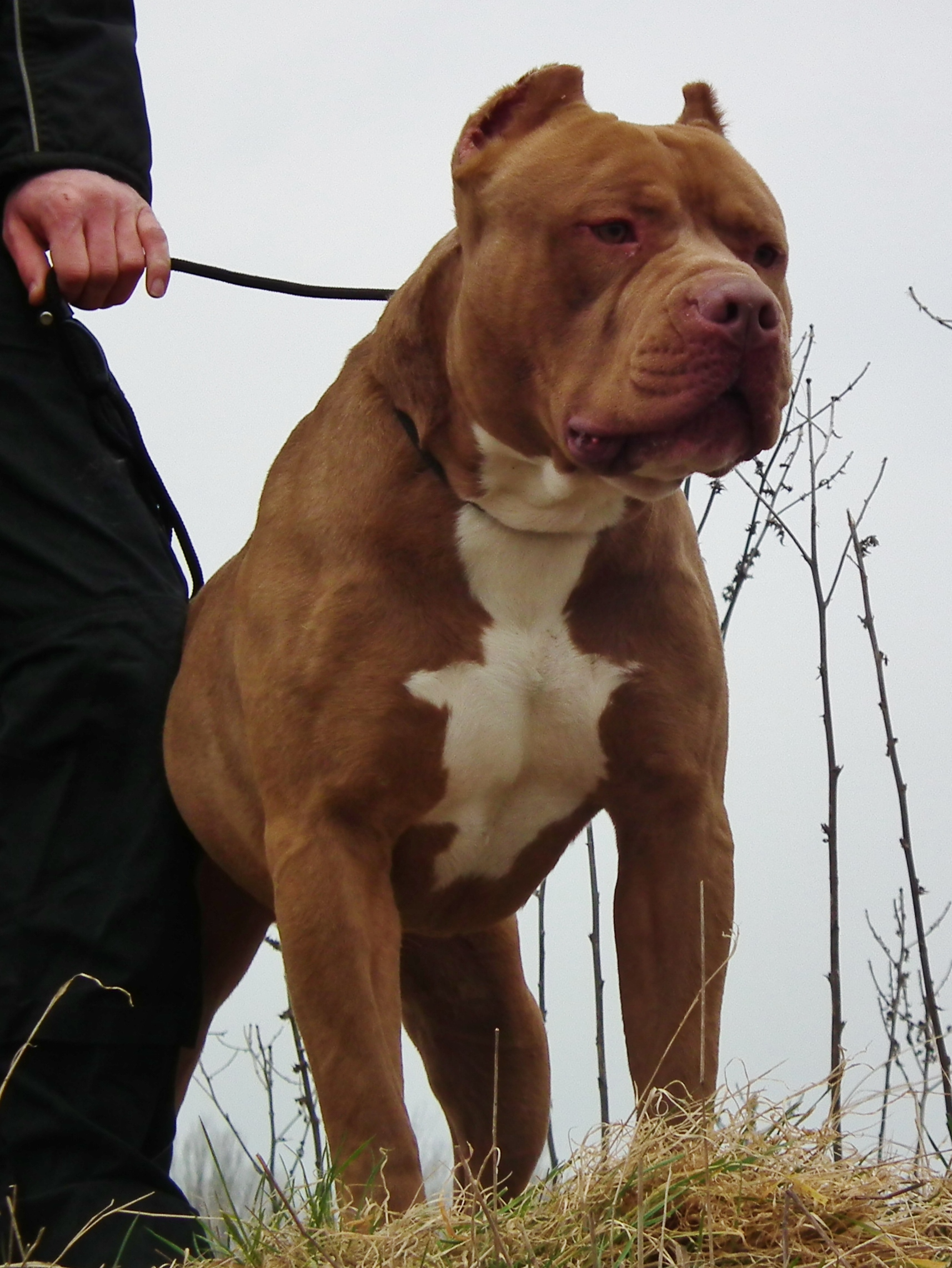
Perro similar a un Pit monster, es un American Bully XXL.

Son pesados y anchos, con un esqueleto pesado y cráneo grande y potente, que cuenta con músculos maseteros bien desarrollados. Su color de pelaje principal es el rojo (red) con nariz roja (red nose), muchas veces también con marcas blancas en el pecho y patas. Otros colores de pelaje incluyen "ceniza" (azul, blue nose), negro, blanco, entre otros. La altura de los machos es por encima de 50 centímetros a la cruz, y el peso supera los 45 kilogramos.

## Reconocimiento
Por muchos años el Pit Monster se registró en algunos clubes, con cierto secretismo, bajo la misma nomenclatura de la raza American Pit Bull Terrier. El Pit Monster no cumple el estándar para ser considerado parte de esta raza, lo que generó un gran malestar entre los criadores de las dos razas distinguidas. Sin embargo, por lo menos dos clubes (IBC y ABBR) comenzaron a conceder pedigree a la nueva raza con la actual nomenclatura de "Pit Monster", causando que muchos ejemplares cambiaran su pedigree hacia el de la nueva nomenclatura, el cual se ajusta mejor a sus características físicas y fenotipo.
Los primeros clubes que reconocieron al Pit Monster como raza con pedigree diferenciado fueron el International Bully Coalition (IBC) y el American Bully Brazil Registry (ABBR). El estándar de la raza aún está abierto a modificaciones futuras.
El Pit Bull Club de Brasil, acogido en Río de Janeiro, incluye el Pit Monstrer, así como también el American Bully, en eventos de conformación afiliados al American Preservation Dog Registry (APDR) de Estados Unidos.